# Himmelsk snegl
Himmelsk snegl (russisk: Небесный тихоход) er en sovjetisk film fra 1946 af Semjon Timosjenko.

## Medvirkende
- Nikolaj Krjutjkov - Vasilij Bulotjkin
- Vasilij Merkurjev - Semjon Tutja
- Vasilij Nesjjiplenko - Sergej Kaisarov
- Alla Parfanjak - Valja Petrova
- Ljudmila Glazova - Jekaterina Kutuzova